# 港鐵接駁巴士K17綫
港鐵接駁巴士K17線是九巴一條港鐵東鐵綫接駁巴士線，來往大埔墟站及富善邨。

## 路線歷史
- 1989年4月24日：本線投入服務，只在平日提供全日免費服務。
- 1999年5月3日：取消免費服務並改由九巴以專營巴士路線方式經營，但仍由九廣鐵路公司派出巴士及職員駕駛，並透過八達通轉乘優惠讓真正乘搭九廣東鐵（2007年12月2日起改稱港鐵東鐵綫）提供免費轉乘。
- 2006年10月3日：本線正式改為全空調服務（本線早在2005年已經在沒有發出通告下自行提升至全空調服務）。
- 2008年6月8日：九巴加價，本線票價由$3.2加至$3.4，其它轉乘優惠條款則維持不變。
- 2011年5月15日：九巴加價，本線票價由$3.4加至$3.6，其它轉乘優惠條款則維持不變。
- 2013年3月17日：九巴加價，本線票價由$3.6加至$3.8，其它轉乘優惠條款則維持不變。
- 2014年7月6日：九巴加價，本線票價由$3.8加至$4.0，其它轉乘優惠條款則維持不變。
- 2021年4月18日：九巴加價，本線票價由$4.0加至$4.3，其它轉乘優惠條款則維持不變。
- 2023年7月2日：九巴加價，本線票價由$4.3加至$4.5，其它轉乘優惠條款則維持不變。

## 服務時間及班次
| 大埔墟站開 | 大埔墟站開  | 大埔墟站開   | 富善邨開   | 富善邨開    | 富善邨開     |
| 日期       | 服務時間    | 班次（分鐘） | 日期       | 服務時間    | 班次（分鐘） |
| ---------- | ----------- | ------------ | ---------- | ----------- | ------------ |
| 星期一至六 | 06:10-01:00 | 5-12         | 星期一至六 | 06:00-00:48 | 5-12         |

星期日及公眾假期不設服務

## 收費
| 標準車費              | 標準車費                                                  | 現金 | 八達通 |
| 成人（包括學生）      | 成人（包括學生）                                          | $4.5 | $4.5   |
| 特惠                  | 小童                                                      | $2.2 | $2.2   |
| 特惠                  | 長者（65歲或以上） 「殘疾人士身分」個人八達通（12歲以下） | $2.2 | $2.0   |
| 特惠                  | 「殘疾人士身分」個人八達通（12-64歲）                     | $4.5 | $2.0   |
| 「樂悠咭」（60-64歲） |                                                           | $4.5 | $2.0   |

| - 12歲以下小童、65歲或以上長者可享特惠車費優惠。 - 持有全月通1（上水／烏溪沙—尖東）之乘客可免費乘搭本綫。 - 使用「學生身份」個人八達通乘搭本綫時，須繳付成人收費。 - 65歲或以上長者使用長者或個人八達通（包括「樂悠咭」），以及12歲以下合資格殘疾兒童使用「殘疾人士身份」個人八達通繳付車資，均可享有每程$2.0或特惠車費（以較低者為準）的票價優惠；12至64歲合資格殘疾人士使用「殘疾人士身份」個人八達通，以及60至64歲香港居民使用「樂悠咭」繳付車資，均可享有每程$2.0或全費（以較低者為準）的票價優惠；65歲或以上長者如使用長者或一般個人八達通繳付車資，則只可享有相等於小童車費優惠；12至64歲殘疾人士，以及60至64歲香港居民如以現金繳付車費，則必須繳付全費。 - 所有港鐵車票（包括但不限於輕鐵車票、港鐵紀念車票、屯門—南昌全日通及搭十送一車票等；不包括指定日子使用的紀念車票），不會獲得免費轉乘優惠。 - 乘客可以現金或八達通於上車時付款，不設找續。 - 「九巴月票」不適用於本綫，乘客如使用「九巴月票」乘搭本綫，必須繳付全費。 - 每位成人乘客可免費攜帶最多兩名4歲以下而不佔座位的兒童乘客乘車，超額之4歲以下小童必須繳付小童車費乘車。 - 港鐵公司職員及家屬（不包括外判職員）可免費乘本綫，惟必須拍職員或職員家屬八達通。 - 使用八達通的乘客，於上車拍卡後一小時內轉乘港鐵重鐵網絡（機場快綫除外），或於港鐵重鐵網絡（機場快綫除外）出閘後一小時內轉乘本綫，本路綫車資可獲減免。 |

## 行車路線
大埔墟站開經：雅運路、南運路及安埔路。
富善邨開經：安埔路、南運路及雅運路。

### 沿線車站

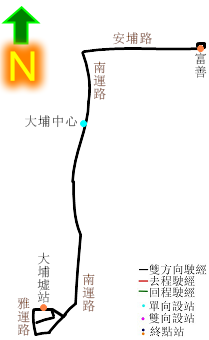
K17線的走線圖

| 大埔墟站開 | 大埔墟站開     | 大埔墟站開             | 富善邨開 | 富善邨開 | 富善邨開               |
| 序號       | 車站名稱       | 位置                   | 序號     | 車站名稱 | 位置                   |
| ---------- | -------------- | ---------------------- | -------- | -------- | ---------------------- |
| 1          | 大埔墟站       | 大埔墟站公共運輸交匯處 | 1        | 富善邨   | 富善邨巴士總站         |
| 2          | 大埔中心第五期 | 南運路                 | 2        | 新達廣場 | 達運路                 |
| #          | 怡雅苑         | 安埔路                 | 3        | 大埔墟站 | 大埔墟站公共運輸交匯處 |
| 3          | 富善邨         | 富善邨巴士總站         |          |          |                        |

## 外部連結
港鐵
- 港鐵接駁巴士K17綫路線圖 （页面存档备份，存于）

九巴
- 九龍巴士K17線

其他
- MTR Feeder Bus Route 港鐵接駁路線－K17 （页面存档备份，存于）